# Ścierwnik
Ścierwnik, ścierwnik biały, białosęp (Neophron percnopterus) – gatunek dużego ptaka padlinożernego z podrodziny orłosępów (Gypaetinae) w rodzinie jastrzębiowatych (Accipitridae), jedyny przedstawiciel rodzaju Neophron. Występuje w Afryce oraz od południowej Europy po środkową i południową Azję. Jest zagrożony wyginięciem.

## Zasięg występowania
Ścierwnik zamieszkuje w zależności od podgatunku:
- Neophron percnopterus ginginianus – Nepal i Indie.
- Neophron percnopterus majorensis – Wyspy Kanaryjskie[8].
- Neophron percnopterus percnopterus – południową Europę przez Bliski Wschód i Kaukaz po Azję Środkową i północno-zachodnie Indie, oraz północną i wschodnią Afrykę. Na południu sięga do Tanzanii; na zachodzie osiąga Wyspy Zielonego Przylądka, jest tam jednak obecnie (2019) skrajnie nieliczny[15]. Dawniej nielicznie zamieszkiwał też Afrykę Południową, gdzie prawdopodobnie wymarł[15]. Północna część populacji wędrowna[14]. Nieliczne osobniki osiągają np. północną część Francji, a trzykrotnie obserwowano okazy ścierwnika nawet na terytorium Wielkiej Brytanii: w 1825 r. w hrabstwie Somerset, w 1868 r. w hrabstwie Essex, a w czerwcu 2021 r. na wyspach Scilly u wybrzeży Kornwalii[16]. Do Polski zalatuje sporadycznie. Znanych jest 9 wiosenno-letnich obserwacji (głównie maj–sierpień), z czego ostatnia pochodzi z 28 kwietnia 2015 r. (nad Puszczą Knyszyńską)[17][18]; łącznie obserwowano 11 osobników[18].

## Taksonomia
Gatunek po raz pierwszy zgodnie z zasadami nazewnictwa binominalnego opisał w 1758 roku szwedzki przyrodnik Karol Linneusz w 10. edycji Systema Naturae, nadając mu nazwę Vultur Perenopterus. Jako miejsce typowe wskazał Egipt.

### Etymologia
- Neophron: w mitologii greckiej Neophron był synem Timandry zazdrosnym o jej romans z Aegypiusem. Neophron z kolei uwiódł matkę Aegypiusa, Bulis, a następnie go oszukał, sprawiając że dzielił łoże z własną matką. W następstwie późniejszych wypadków Neophron i Aegypius zostali zamienieni w sępy, Bulis w czaplę, a Timandra w jastrzębia lub małego ptaka[19].
- Percnopterus, percnopterus (perenopterus (pisownia oryginalna)): łac. percnopterus „sęp”, od gr. περκνοπτερος perknopteros „sęp”, od περκνος perknos „ciemny”; -πτερος -pteros „-skrzydły”, od πτερον pteron „skrzydło”[20].
- Abernius: niem. abernten „zbierać plony”; Wood w swoim tekście podał niemiecką nazwę „Gemeine Aberne” oznaczającą „zbieracz brudu”[21].
- ginginianus: Gingi, Wybrzeże Koromandelskie (tj. Gingee, Tamilnadu), Indie[22].
- albus: łac. albus „biały, martwy biały” (por. candidus „lśniący biały”)[23].
- majorensis: Majorata, starożytna nazwa Fuerteventury, od nazwy „Majos” – plemienia Guanczów, które zamieszkiwało tę wyspę[24].

## Morfologia
Długość ciała ok. 54–70 cm, rozpiętość skrzydeł 146–175 cm; masa ciała 1600–2400 g. Samica jest niewiele większa od samca, ale może być cięższa o 10–15%.
Dorosłe osobniki brudnobiałe z czarnymi lotkami. Przód głowy i wole nagie, skóra żółta. Dziób ciemny, nogi żółte. Młode całe brązowe. N. percnopterus ginginianus jest mniejszy i ma żółty dziób.

## Ekologia
BiotopGóry, tereny otwarte i osiedla ludzkie.
GniazdoNa półce skalnej, w załomach budynków (w tym egipskich piramid). Zwykle gnieździ się pojedynczo, jednak w sprzyjających warunkach buduje gniazda gęsto obok siebie. W połowie XIX w. w Stambule istniała kolonia, licząca 2000 gniazd.
JajaW ciągu roku wyprowadza jeden lęg, składając dwa jaja w marcu lub maju (populacje europejskie).
WysiadywanieJaja wysiadywane są przez okres około 42 dni.
PisklętaOpuszczają gniazdo po 70–90 dniach.
PożywieniePadlina i odchody zwierząt. Potrafi rozbijać strusie jaja, obrzucając je kamieniami.

## Status i ochrona
Międzynarodowa Unia Ochrony Przyrody (IUCN) od 2007 roku uznaje ścierwnika za gatunek zagrożony (EN – Endangered); wcześniej – od 1988 roku miał on status gatunku najmniejszej troski (LC – Least Concern). Liczebność światowej populacji wstępnie szacuje się na 12 400 – 36 000 dorosłych osobników, a jej trend uznaje się za silnie spadkowy.
Na terenie Polski gatunek ten jest objęty ścisłą ochroną gatunkową.

## Galeria zdjęć

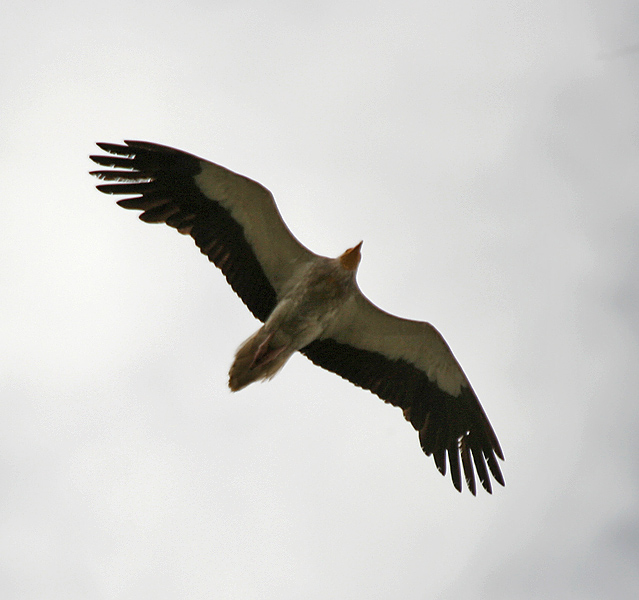
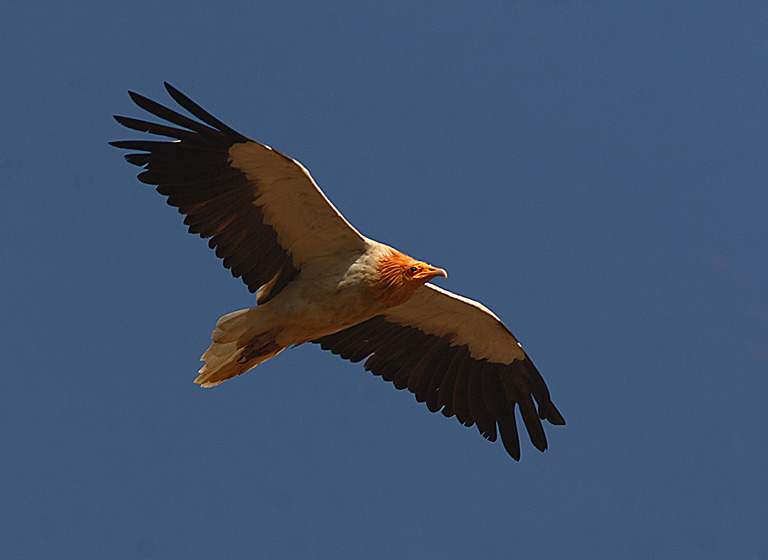
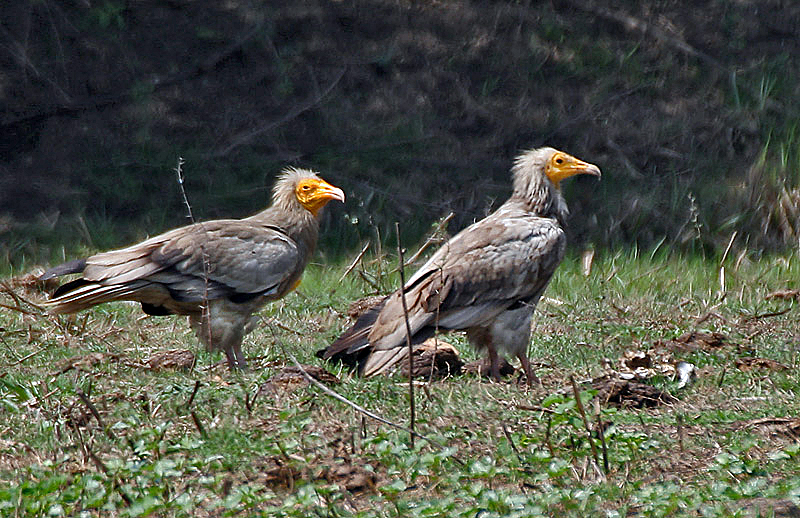
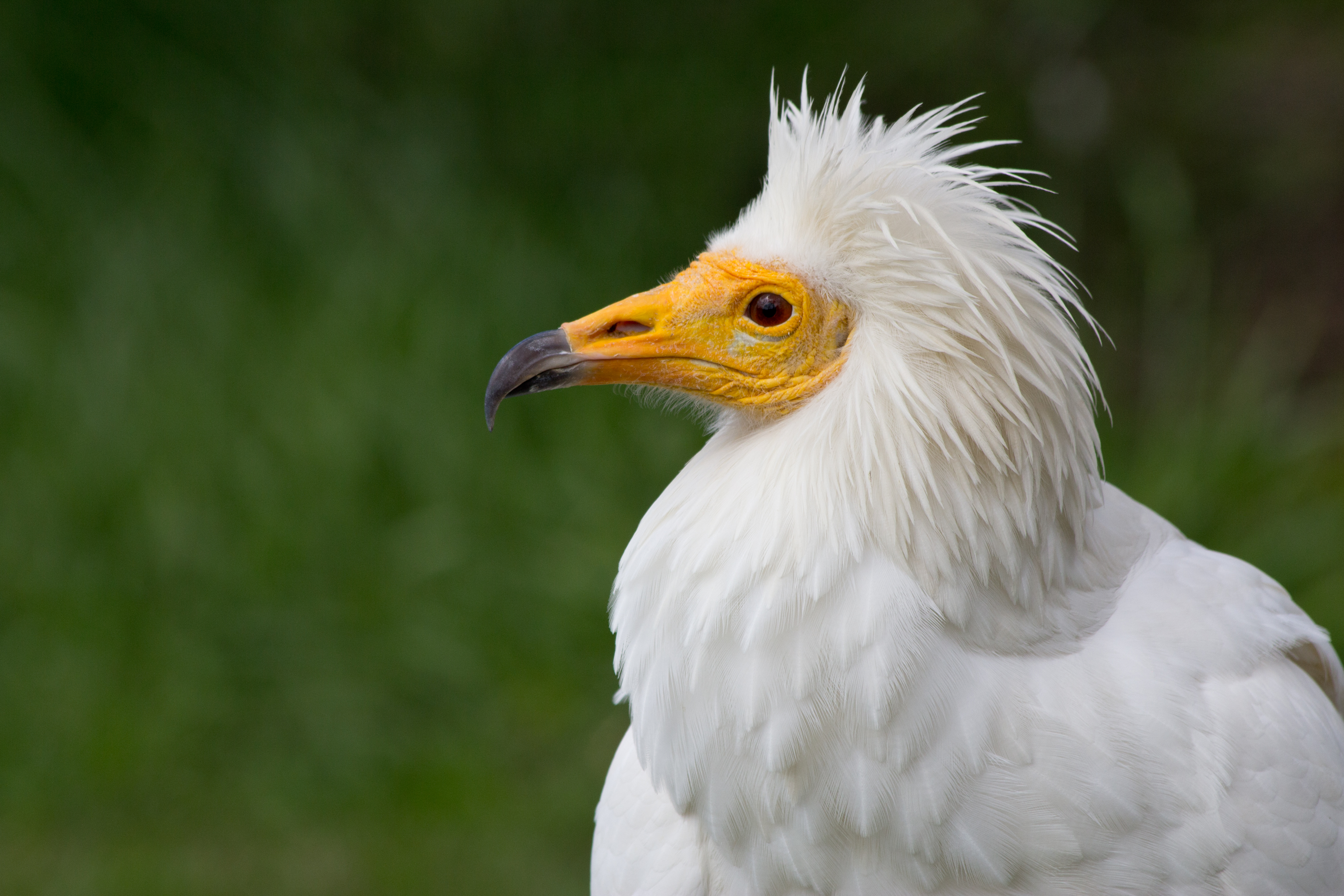
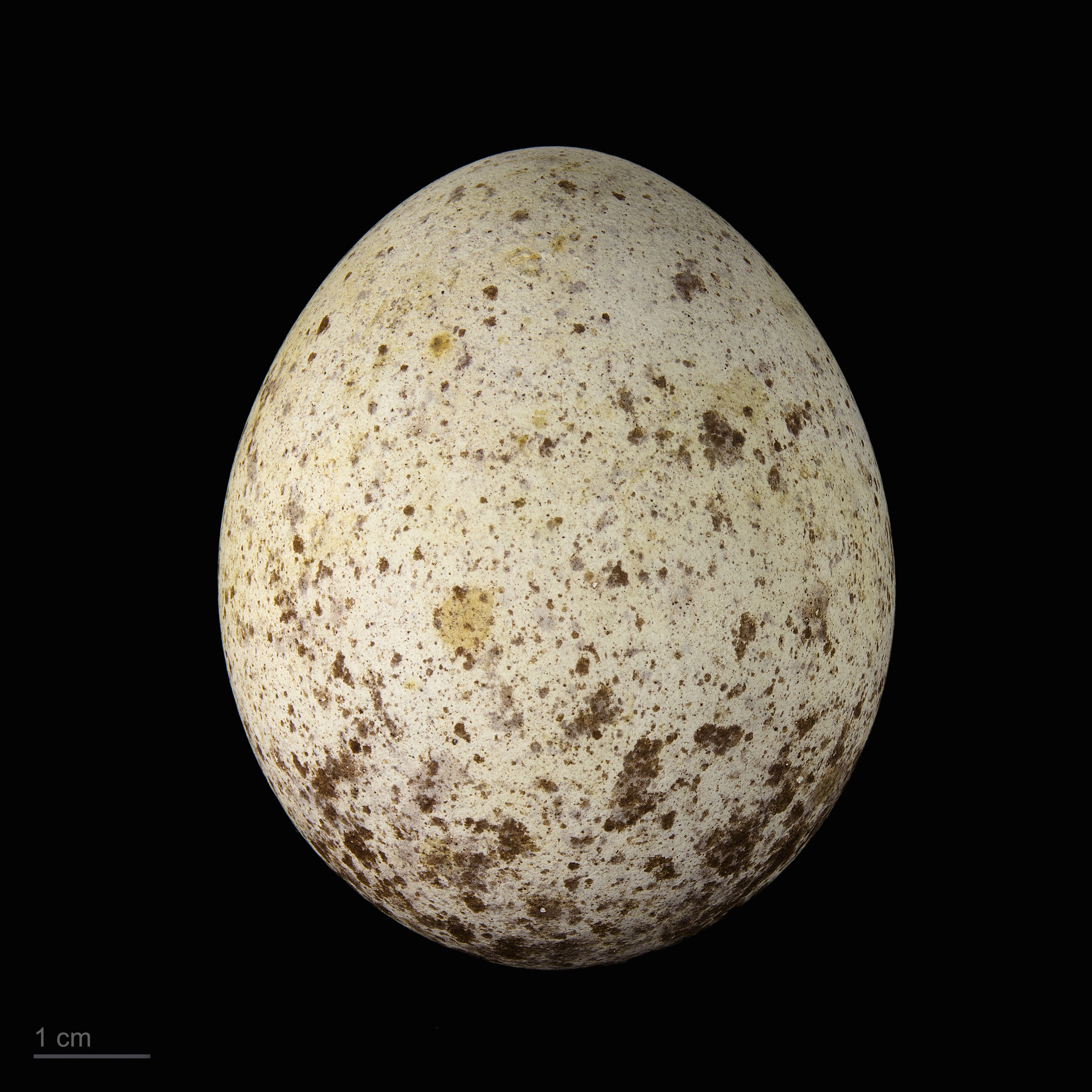
Jajo z kolekcji muzealnej